# سترتون وررينغتون (تشيشير)
سترتون وررينغتون (بالإنجليزية: Stretton, Warrington)‏ هي قرية و أبرشية مدنية تقع في المملكة المتحدة في إنجلترا.  يقدر عدد سكانها بـ 1,009 نسمة .